# 마이크로소프트 코그니티브 툴킷
마이크로소프트 코그니티브 툴킷(Microsoft Cognitive Toolkit, 이전 이름: CNTK)은 마이크로소프트 리서치에서 개발한 구식의 딥 러닝 프레임워크이다. 마이크로소프트 코그니티브 툴킷은 유향 그래프를 통한 일련의 계산 단계로 신경망을 설명한다.

## 같이 보기
- 개방형 신경망 교환